# Купер, Андерсон
А́ндерсон Хэйз Ку́пер (англ. Anderson Hays Cooper, род. 3 июня 1967) — американский журналист, писатель и телеведущий.

## Биография
Андерсон Купер родился в 1967 году в семье писателя Уайетта Эмори Купера и актрисы и художницы Глории Вандербилт. Свой первый опыт работы в СМИ он получил ещё в детстве, когда снялся для журнала «Harper’s Bazaar» у известного фотографа Дианы Арбюс. В трёхлетнем возрасте он выступил в телепередаче «The Tonight Show», а в 9 лет принял участие в игровом шоу «To Tell the Truth».
После нескольких сердечных приступов в январе 1978 года скончался его отец, а в июле 1988 года старший брат Андерсона, Картер, покончил жизнь самоубийством. Смерть брата подтолкнула его к журналистике: по окончании Йельского университета в течение нескольких лет он посетил Сомали, Таиланд, Вьетнам, Руанду, Боснию — те места, где, по его словам, он мог видеть боль, которую переживал внутренне сам. В посещённых странах он снимал видео, которые у него покупал Channel One.
В 1995 году Купер устроился корреспондентом в ABC News, а в 1999 году стал соведущим в передаче «World News Now». В следующем году он был приглашён на работу в реалити-шоу «The Mole». В 2001 году Купер покинул ABC и устроился в CNN, где вёл программу «Американское утро» совместно с Паулой Зан. В 2002 году он начал работать в информационных выпусках CNN по выходным дням. С сентября 2003 года журналист ведёт собственную новостную телепередачу «Anderson Cooper 360°». Купер является также автором ряда статей, опубликованных во многих видных изданиях США, в том числе в журнале «Details». Многократный лауреат премии Эмми, в том числе за освещение похорон принцессы Дианы в 1997 году. Вёл «World News Now» с Элисон Стюарт. В начале июля 2012 года сделал публичное заявление о своей гомосексуальности.